# Виктор Корчной
Вѝктор Лво̀вич Корчно̀й (на руски: Ви́ктор Льво́вич Корчно́й; на френски: Viktor Lvovitch Kortchnoï) е съветски и швейцарски шахматист и шахматен теоретик от полско-еврейски произход.
Носител е на Шахматен Оскар за 1978 г.
Три пъти е финалист за световната титла. Заедно с Паул Керес са определяни като най-силните шахматисти, който никога не стават световни шампиони.
Световен шампион за ветерани над 60 г. през 2006 г.
Като част от съветския национален отбор, Корчной печели Шахматната олимпиада 6 пъти.
Заслужил майстор на спорта на СССР (1960 г., лишен от званието през 1976 г.).
Победител е в около 100 международни турнира. Два пъти участва в мачовете между сборните отбори на СССР и света. В мача от 1970 г. той играе за националния отбор на СССР. В мача през 1984 г. играе за световния отбор.
Виктор Корчной е световен рекордьор по броя на изиграните партии. Записани са 4460 негови партии, от тях 4159 в официални срещи, което е най-големият архив в света за всички времена. До 2014 г. е изиграл повече партии от колкото световните шампиони Анатолий Карпов (втори в класацията с 3505) и Хосе Раул Капабланка (792) взети заедно. От всички шахматисти в света Корчной е постигнал в официални срещи най-много победи – 1717 и най-много ремита – 1759.

## Съветски период
Роден е на 23 март 1931 г. в Ленинград, СССР. Произхожда от полско-еврейско семейство. Баща му Лев Меркуриевич Корчной (1910 – 1941), роден в Мелитопол, е завършил Института по хладилна техника в Ленинград, работил в сладкарница. Майката, Зелда Гершевна Азбел (1910 – ?), родена в Бориспол, е пианистка, завършила Ленинградската консерватория. Нейният баща, Герш Aзбел, е бил еврейски писател. Родителите на Корчной се разделят малко след раждането му и той първо живее с майка си, а от 1935 г. се възпитава от баща си и новата му съпруга – Роза Абрамовна Фридман, която той нарича „приемна майка“.
Виктор се научава да играе шах на 7 години. По време на юношеството той преживява блокадата на Ленинград. Баща му е бил убит на фронта и в подрастващата възраст Виктор е бил отгледан от мащехата му. С изключителни таланти в детството му не се отличава, но се откроява с постоянство, упоритост и настойчивост, поради което постига успех. След завършване на 203-то мъжко училище „А. С. Грибоедов“, той влиза в историческия факултет на Ленинградския държавен университет, където успешно завършва обучението си. Дипломира се със специалност „История“.
През 1944 г. на 13-годишна възраст започва да учи в кръжоците в Двореца на пионерите – литературен, музикален и шахматен. В литературния се оказва, че е неподходящ за изпълнения, поради дефект на речта; в музикалния не можел да се занимава поради липсата на лично пиано за уроци, но запази любовта към поезията. В шахматния кръжок се проявява като способен и бързо развиващ се играч: още през 1947 г. той става шампион на СССР сред учениците. През 1956 г. на 25 години получава титлата „Гросмайстор“, а през 1960 г. за пръв път печели първенството на СССР.
Още от детството си Виктор се отличава с ясни преценки и с остро чувство за справедливост. В младостта си той отказва да учи с гросмайстор А. Толуш, един от най-силните играчи в СССР, вярвайки, че това е предателство към първия му треньор, кандидат-майстор В. Зак. По-късно, след като спечелва шампионата на СССР, той получава покани от двата отбора, подготвящи реванша на световното първенство между Михаил Тал и Михаил Ботвиник през 1961 г., но отхвърля двете предложения, смятайки, че е неетично да се запознава с подготовката на бъдещите си потенциални съперници.
В началото на кариерата си играе шах в агресивен контраатакуващ стил, но постепенно се развива като всестранен играч от типа на Боби Фишер. Става четири пъти шампион на СССР – 1960, 1962, 1964/1965, 1970; 3 пъти вицешампион – 1961, 1954 – 2 – 3 място с Тайманов, 1973 – 2-6-о място; през 1952 г. заема 6-о място; 1954 – 4-то място; 1966 – 3-5-о място с Тайманов и Гисплис. В състава на съветския сборен отбор е победител на шахматна олимпиада 6 пъти. На олимпиадата в Ница през 1974 г. играе на 2-ра дъска след Карпов.

Участва в турнири на претендентите за световен шампион през 60-те и 70-те години.
Играл е три мача за световната титла срещу Анатолий Карпов и губи и трите. През 1974 г. отстъпва с минималното 11,5:12,5 (+2, -3, =19) във финала на претендентите, който се оказва финал за титлата след неявяването на Боби Фишер.

## Швейцарски период
Поради конфликт със съветската шахматна федерация не се завръща в СССР от турнир в Амстердам през 1976 г., за което 2 г. по-късно е лишен от съветско гражданство. Установява се в Швейцария, където получава политическо убежище и гражданство. Жена му и синът му са спрени от присъединяване към него от СССР и емигрират едва години по-късно, след като синът му е излежал 2,5-годишна присъда в лагер за отказ да постъпи в Съветската армия. За това Корчной обвинява Анатолий Карпов.
Играе на международни турнири под знамето на Швейцария, но в кандидатските мачове през 1977 и финала срещу Карпов 1978 година участва без държава.
Като финалист на предишния цикъл, Виктор Корчной е класиран директно за двубоите между кандидатите през 1977 г. На четвъртфинала той печели мача срещу Тигран Петросян в Ил Чоко, Барга (Италия) с +2, -1, =9, а на полуфинала – срещу Лев Полугаевски в Евиан с +5, -1, =7. Финалният мач срещу Борис Спаски в Белград започва много успешно за Корчной и той повежда със 7,5:2,5 след първите 10 игри. Тогава Спаски обръща развоя и побеждава последователно в 4 партии, като намалява пасива до 1 точка. Корчной издейства смяна на помещението за игра през втората част на срещата и спечелва още 2 партии, а с това и мача с +7, -4, =9 (ноември 1977 – януари 1978 г.). Така се класира за двубоя срещу световния шампион.
През 1978 г. играе мача за световната титла между шампиона Карпов и претендента Корчной в Багио, Филипините. Регламентът е игра до 6 победи, като равенствата не се зачитат. Мачът продължава 3 месеца (от 17 юли до 18 октомври 1978 г.) и се изиграват 32 партии. Корчной губи отново само с 1 точка – 5:6 при 21 ремита. В областта на откритията екипът на Карпов, включващ Михаил Тал и Игор Зайцев, разработва няколко новости в отворената версия на испанската партия.
Този мач е един от най-спорните в историята на мачовете за световната титла по шахмат. Той се провежда по време на дъждовния сезон. Това става повод за непрекъсната психологическа борба и теоретична дискусия. Мачът се запомня с много съмнения в честността си. Корчной твърди, че д-р Жуков се опитва да помага на Карпов като хипнотизира Корчной по време на партиите. От своя страна Корчной използва огледални очила, за да отбягва хипнотизиращите му погледи. Той обвинява съветските власти, че за да го разконцентрират и да се опитат да го дестабилизират, са призовали „парапсихолога“ д-р В. Зукхар, директор на Централната психологична лаборатория в Москва. Основното изискване на Корчной през целия мач е преместване от предните редици на аудиторията на съветския психолог Зукхар, който според жалбоподателя, непрекъснато го гледа по време на всяка игра.
Корчной предлага и да играе под пиратския флаг, когато му е отказано да играе под швейцарското знаме. Има съмнения, че киселото мляко на Карпов е използвано за предаване на съобщения, а Корчной кани двама местни магьосници (съдени за опит за убийство) като членове на екипа си.
През 1978 г. на Виктор Корчной и присъдена най-високата награда в шаха – „Шахматен Оскар“. Освен това той е бил 5 пъти втори в класирането (1968, 1969, 1974, 1977, 1980 г.), 4 пъти трети (1971, 1979, 1981, 1983 г.), 1 път четвърти (1973), 2 пъти пети (1972) и 1 път шести (1987).
Третият мач за световната титла между двамата е през 1981 г. в Мерано (Италия). Този път психологическото предимство е на страната на Карпов след като на сина на Корчной вече е арестуван за укриване от задължителна наборна военна служба и излежава присъдата за това. Корчной губи мача след 2 победи, 6 загуби и 10 ремита и отново не успява да отнеме титлата.
В следващия цикъл за световно първенство през 1983 г. губи на полуфинал на претендентите от Гари Каспаров с 4:7.
В интервю за Sports Illustrated през 1990 г. Корчной нарича Карпов „врага на живота си“.
През 1990 г., заедно с други дисиденти, обявени на времето за врагове на Съветския съюз, Корчной е реабилитиран, възстановено му е гражданството на СССР, но не се завръща, макар че често посещава Русия за участие в турнири.
През 1999 г. Корчной побеждава Спаски в блиц-мача в Санкт Петербург по случай 275-годишнината на университета.
През 2005 г. Корчной става шампион на Квебек, като печели откритото първенство в Монреал.
През септември 2006 г. в Арвиер Италия при своето единствено участие на Световното първенство за ветерани над 60 г. („сеньори“) Виктор Корчной става световен шампион. Той побеждава в 9 партии, 4 завършва наравно и без нито една загуба на 75 години печели своята първа и единствена световна шампионска титла.
През януари 2007 г. той е най-старият шахматист в ранглистата на ФИДЕ Топ 100, където заема 85 място. Вторият по възраст в този списък, Александър Белявски, е на 53 г., с 22 години по-млад от Корчной.
През 2009 г. на 78-годишна възраст става шампион на Швейцария по шахмат. 

През 2011 г. Корчной е още активен състезател в световния шахмат и в Гибралтар побеждава с черните фигури 18-годишния Фабиано Каруана, който има ЕЛО 2700 и е с 61 години по-млад от него.
Уменията на Корчной зад дъската му носят положителен личен баланс срещу световните шампиони Тал, Петросян и Спаски и равен баланс срещу други двама световни шампиони – Ботвиник и Фишер. За него Фишер казва: „Никога не съм знаел какво наистина мисли той.“
Виктор Корчной умира на 6 юни 2016 година в град Волен (Швейцария).

## Избрани партии
1. Виктор Корчной – Михаил Тал 1 – 0, Защита Бенони, Шампионат на СССР, 14 кръг, Ереван, 11 декември 1962.

2. Анатоли Карпов – Виктор Корчной 0 – 1, Отказан дамски гамбит, 7 кръг от турнир в Дортмунд, 24.7.1994.

3. Виктор Корчной – Анатоли Карпов 1 – 0, Отказан дамски гамбит, Финален мач за световно първенство, 31 партия, Багио, 12 октомври 1978.

4. Роберт Фишер – Виктор Корчной 0 – 1, Защита Пирц-Уфимцев, Турнир на кандидатите за световен шампион, 5 кръг, Вилемстад (Кюрасао), 9.5.1962.

5. Виктор Корчной – Анатоли Карпов 1 – 0, Новоиндийска защита, Финален мач на претендентите за световно първенство, 21 партия, Москва,11 ноември 1974

6. Виктор Корчной – Анатоли Карпов 1 – 0, Отказан дамски гамбит, Финален мач за световно първенство, 13 партия, Мерано, 1981.

7. Борис Спаски – Виктор Корчной 0 – 1, Френска защита, Финален мач на претендентите за световната титла, 2 партия, Белград, 22 ноември 1977.

8. Виктор Корчной – Борис Спаски 1 – 0, Отказан дамски гамбит, Защита Тартаковер, Финален мач на претендентите за световната титла, 7 партия, Белград, 9.12.1977.